# Desoria multisetis
Desoria multisetis är en urinsektsart som först beskrevs av Carpenter och Phillips 1922.  Desoria multisetis ingår i släktet Desoria, och familjen Isotomidae. Arten är reproducerande i Sverige.